# Milan Mikuláš
Milan Mikuláš (* 1. dubna 1963, Trnava) je bývalý československý atlet, v současnosti stále držitel českého národního rekordu v trojskoku (17,53 m) a v dálce (8,25 m) pod širým nebem. Jako etnický Slovák ale slovenský rekord nedrží, protože si jej u IAAF zapsali Češi.
Jeho specializací byl především trojskok. Dvakrát reprezentoval na letních olympijských hrách. V Soulu 1988 a v Barceloně 1992 však neprošel sítem kvalifikace. Jeho největších úspěchem je bronzová medaile, kterou získal na halovém mistrovství Evropy 1989 v nizozemském Haagu. V témže roce skončil pátý na halovém mistrovství světa v Budapešti.

## Osobní rekordy
- Skok daleký 825 cm
- Trojskok 17,53 m NR